# Hypsiboas crepitans
Hypsiboas crepitans és una espècie de granota que viu al Brasil, Colòmbia, Guaiana Francesa, Guyana, Panamà, Surinam, Trinitat i Tobago, i Veneçuela.